# Département de Robles
Le département de Robles est une des 27 subdivisions de la province de Santiago del Estero en Argentine.

## Description
Le département a une superficie de 1 424 km2. Sa population s'élevait à 40 060 habitants en 2001.

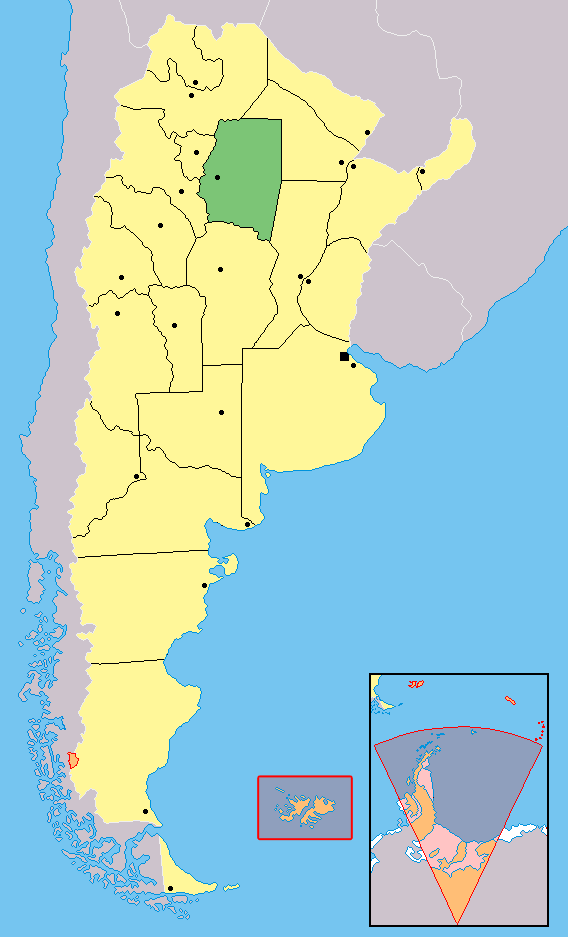
Localisation de la province de Santiago del Estero en Argentine